# 广岛县立保健福祉短期大学
广岛县立保健福祉短期大学（日语：／ Hiroshima Kenritsu Hoken Fukushi  Tanki Daigaku *），简称县保短，是过去一所位于日本广岛县三原市的公立短期大学。

## 概要

### 简介
- 短期大学为于1995年开办[1]、由广岛县经营。招生到于1999年[2]、停办于2002年。为男女同校。

### 历史
- 1995年 广岛县立保健福祉短期大学成立并同时设置五个学科、以下列举。
  - 护理学科
  - 诊疗放射线技术学科
  - 物理治疗学科[注 2]
  - 职能治疗学科[注 3]
  - 语言听觉治疗学科[注 4]
- 1999年 招生最后、次年停止招生（正式停办于2002年5月29日[2]）。

## 学校环境
- 校区：在了广岛县三原市[注 1]

## 历任校长
- 坪仓笃雄：第一代短期大学校长[3]。

## 组织

### 学科
- 护理学科
- 诊疗放射线技术学科
- 物理治疗学科[注 2]
- 职能治疗学科[注 3]
- 语言听觉治疗学科[注 4]

### 专科
| - 没有 |

### 业余课程
| - 没有 |

## 相关链接
- 日本短期大学列表
- 广岛女子短期大学：已停办
- 广岛农业短期大学：已停办